# ميل سكوت
ميل سكوت (بالإنجليزية: Mel Scott)‏ (26 سبتمبر 1939 في المملكة المتحدة - 1 أغسطس 1997 بكولشيستر في المملكة المتحدة) هو لاعب كرة قدم بريطاني في مركز الدفاع. شارك مع منتخب إنجلترا تحت 21 سنة لكرة القدم. أما مع النوادي، فقد لعب مع تشيلسي ونادي برينتفورد وأوكلاند كليبرز ‏.

## وصلات خارجية
- ميل سكوت على موقع قاعدة بيانات كرة القدم.إي يو (الإنجليزية)